# Geronde gesloten voorklinker
De geronde gesloten voorklinker is een in sommige talen voorkomende klinker waarvan de articulatie meestal "exolabiaal" is, dat wil zeggen met geronde maar tegelijk getuite lippen (zie ook klinkerronding). In sommige gevallen kan de articulatie daarentegen "endolabiaal" zijn, ofwel met geronde maar tegelijk samengeperste lippen, wat erop neerkomt dat de klinker in plaats van gesloten bijna gesloten is.
In het Internationaal Fonetisch Alfabet wordt de geronde gesloten voorklinker geschreven als [y]. Het overeenkomende X-SAMPA-symbool is y.

## Voorbeelden

### Endolabiaal
- Nederlands [y, yː]?: u, uu
  - Voorbeeld: fuut [fyˑt]?
- Duits [y, yː]?: Ü, ü; soms y
  - Voorbeelden: üben [ˈyː.bən]? (oefenen), Mühe [ˈmyː.ə]? (moeite), Physik [fyˈziːk]? (natuurkunde)
- Frans [y]?: U, u
  - Voorbeelden: unique [ynik]? (uniek), sujet [syʒɛ]? (onderwerp), brûler [bʀyle]? (verbranden)
- Turks [y]?: ü
  - Voorbeeld: güneş [ɟyˈneʃ] (zondag)

### Exolabiaal
- Noors
  - Voorbeeld: syd, [sy̫ːd]?